# Ray Peterson
Ray Peterson (23 de abril de 1939 — 25 de janeiro de 2005) foi um cantor americano de música pop. Emplacou diversos hits nas paradas musicais da década de 1960, como "Tell Laura I Love Her", "Corrine, Corrina", "I Could Have Loved You So Well" e "Missing You".
Morreu em 2005 em decorrência de um câncer.

## Discografia

### Singles
- 1959 "Goodnight My Love (Pleasant Dreams)"
- 1959 "The Wonder of You"
- 1960 "Tell Laura I Love Her"
- 1960 "Answer Me"
- 1960 "Corina, Corina"
- 1961 "Missing You"
- 1964 "The Wonder of You"